# Rezovác
Rezovác (horvátul: Rezovac) falu Horvátországban Verőce-Drávamente megyében. Közigazgatásilag Verőcéhez tartozik.

## Fekvése
Verőce központjától 3 km-re délkeletre, Nyugat-Szlavóniában, a Drávamenti-síkság szélén és a Bilo-hegység északi lejtőin, Milanovac és Csemernica között fekszik.

## Története
Verőce legrégibb elővárosi települése. Nevét a hagyomány szerint egy Rezi nevű, a török korban élt boszorkányról kapta. Verőce felszabadításának legendája szerint az ő háza mellett találkozott a horvát nemzeti hős Stanko Ilić a verőcei aga 18 éves lányával, majd segítségével a várba bejutva felgyújtotta azt. A rendelkezésre álló történeti források szerint a település a 16. és 17. század fordulóján keletkezett, akkori birtokosa Musztafa kanizsai bég volt. 1698-ban Szlavónia népességének összeírásában már szerepel, ekkor öt család élt itt.
A településnek 1857-ben 287, 1910-ben 750 lakosa volt. 1910-ben a népszámlálás adatai szerint lakosságának 42%-a magyar, 35%-a horvát, 21%-a szerb anyanyelvű volt. Az I. világháború után 1918-ban az új szerb-horvát-szlovén állam, majd később (1929-ben) Jugoszlávia része lett. A II. világháború után a település a szocialista Jugoszláviához tartozott. 1991-ben lakosságának 88%-a horvát nemzetiségű volt. 2007-ben elkészült a csatornahálózat. 2011-ben falunak 1.303 lakosa volt. Lakói földműveléssel, szőlőtermesztéssel, állattartással foglalkoznak.

## Lakossága
| Lakosság változása | Lakosság változása | Lakosság változása | Lakosság változása | Lakosság változása | Lakosság változása | Lakosság változása | Lakosság változása | Lakosság változása | Lakosság változása | Lakosság változása | Lakosság változása | Lakosság változása | Lakosság változása | Lakosság változása | Lakosság változása |
| ------------------ | ------------------ | ------------------ | ------------------ | ------------------ | ------------------ | ------------------ | ------------------ | ------------------ | ------------------ | ------------------ | ------------------ | ------------------ | ------------------ | ------------------ | ------------------ |
| 1857               | 1869               | 1880               | 1890               | 1900               | 1910               | 1921               | 1931               | 1948               | 1953               | 1961               | 1971               | 1981               | 1991               | 2001               | 2011               |
| 287                | 379                | 453                | 565                | 713                | 750                | 870                | 1.040              | 886                | 943                | 1.076              | 1.023              | 1.020              | 1.289              | 1.341              | 1.303              |

(1991-ig az akkor kivált Rezovac Krčevine lakosságával együtt.)

## Nevezetességei
A Szent Anna kápolna építése 1988-ban kezdődött. Az első szentmisét 1992-ben celebrálták benne, felszentelésére 1993. július 26-án Szent Anna ünnepén került sor.

## Kultúra
A helyi kulturális élet fő szervezője a helyi nyugdíjasklub.

## Oktatás
A faluban 1888 óta működik iskolai oktatás. Az első iskolaépületet 1905-ben építették, de a II. világháború során megsemmisült. A háború után felépítették a település második iskoláját. A mai iskola épülete 1984-ben létesült.

## Sport
Az NK Rezovac labdarúgóklubot 1976-ban alapították.